# トレッラ・デイ・ロンバルディ
トレッラ・デイ・ロンバルディ（伊: Torella dei Lombardi）は、イタリア共和国カンパニア州アヴェッリーノ県にある、人口約2,100人の基礎自治体（コムーネ）。

## 地理

### 位置・広がり

#### 隣接コムーネ
隣接するコムーネは以下の通り。
- カステルフランチ
- ヌスコ
- パテルノーポリ
- サンタンジェロ・デイ・ロンバルディ
- ヴィッラマイナ

## 行政

### 分離集落
トレッラ・デイ・ロンバルディには、以下の分離集落（フラツィオーネ）がある。
- Acquara, Pianomarotta, San Vito, Montanaldo, Ss. Giovanni e Paolo, Cedolena, Lenze, Cerri, Serrone